# Monochamus notatus
Monochamus notatus là một loài bọ cánh cứng trong họ Cerambycidae.